# 극한 (범주론)
수학의 한 분야인 범주론에서 극한(極限, 영어: limit)은 수학의 여러 분야에서 사용되는 보편적 구성들(예로서 곱이나 역극한 등)이 갖는 공통된 성질을 잡아내어 일반화시킨 개념이다. 그 쌍대 개념인 쌍대극한(雙對極限, 영어: colimit)은 서로소 합집합이나 직합 등의 일반화이다. 극한과 쌍대극한은 보편 사상 및 수반 함자 등의 범주론적 개념과 밀접한 연관이 있다.

## 정의

### 뿔을 통한 정의
함자 {\displaystyle F\colon J\to C}의 뿔(영어: cone) {\displaystyle (N,(\psi _{X}\colon N\to F(X))_{X\in J})}은 다음 데이터로 구성된다.
- {\displaystyle C}의 대상 {\displaystyle N\in C}
- 모든 대상 {\displaystyle X\in J}에 대하여, {\displaystyle C}의 사상 {\displaystyle \psi _{X}\colon N\to F(X)}

이 데이터는 다음 가환 조건을 만족시켜야 한다.
- 모든 대상 {\displaystyle X,Y\in J} 및 사상 {\displaystyle f\colon X\to Y}에 대하여, {\displaystyle \psi _{Y}=F(f)\circ \psi _{X}}

함자 {\displaystyle F\colon J\to C}의 극한은 다음 보편 성질을 만족시키는 뿔 {\displaystyle (L,(\phi _{X})_{X\in J})}이다.
- 모든 {\displaystyle F}의 뿔 {\displaystyle (N,(\psi _{X})_{X\in J})}에 대하여, 다음을 만족시키는 유일한 사상 {\displaystyle u\colon N\to L}이 존재한다.
  - 모든 대상 {\displaystyle X\in J}에 대하여, {\displaystyle \psi _{X}=\phi _{X}\circ u}

주어진 함자의 극한은 유일한 동형 아래 유일하다. 이는 극한의 보편 성질에 의한다. 만약 극한의 정의에서 사상의 유일성 조건을 존재로 약화하면 약한 극한(영어: weak limit)의 개념을 얻는다.
함자 {\displaystyle F\colon J\to C}의 쌍대뿔(영어: cocone) {\displaystyle (N,(\psi _{X}\colon F(X)\to N)_{X\in J})}은 다음 데이터로 구성된다.
- {\displaystyle C}의 대상 {\displaystyle N\in C}
- 모든 대상 {\displaystyle X\in J}에 대하여, {\displaystyle C}의 사상 {\displaystyle \psi _{X}\colon F(X)\to N}

이 데이터는 다음 가환 조건을 만족시켜야 한다.
- 모든 대상 {\displaystyle X,Y\in J} 및 사상 {\displaystyle F\colon X\to Y}에 대하여, {\displaystyle \psi _{X}=\psi _{Y}\circ F(f)}

함자 {\displaystyle F\colon J\to C}의 쌍대극한은 다음 보편 성질을 만족시키는 쌍대뿔 {\displaystyle (L,(\phi _{X})_{X\in J})}이다.
- 모든 {\displaystyle F}의 쌍대뿔 {\displaystyle (N,(\psi _{X})_{X\in J})}에 대하여, 다음을 만족시키는 유일한 사상 {\displaystyle u\colon L\to N}이 존재한다.
  - 모든 대상 {\displaystyle X\in J}에 대하여, {\displaystyle \psi _{X}=u\circ \phi _{X}}

보편 성질에 따라, 주어진 함자의 쌍대극한은 유일한 동형 아래 유일하다. 만약 사상의 유일한 존재를 존재로 대체하면 약한 쌍대극한(영어: weak colimit)의 정의를 얻는다.

### 끝 대상을 통한 정의
만약 {\displaystyle J}가 작은 범주라면, 함자 {\displaystyle F\colon J\to C}의 극한은 쉼표 범주
{\displaystyle \operatorname {diag} _{C}^{J}\downarrow F^{*}}
의 끝 대상이다. 여기서
{\displaystyle \operatorname {diag} _{C}^{J}\colon C\to C^{J}}
{\displaystyle \operatorname {diag} _{C}^{J}(X)\colon j\mapsto X}
{\displaystyle \operatorname {diag} _{C}^{J}(X)\colon (f\colon i\to j)\mapsto \operatorname {id} _{X}}
{\displaystyle \operatorname {diag} _{C}^{J}(g\colon X\to Y)_{j}=g}
는 대각 함자이며,
{\displaystyle F^{*}\colon 1\to C^{J}}
는 1의 유일한 대상의 상이 {\displaystyle F}인 상수 함자이다. 끝 대상은 유일한 동형 아래 유일하므로, 극한은 유일한 동형 아래 유일하다. 함자의 정의역이 작은 범주인 경우, 끝 대상을 통한 극한의 정의는 뿔을 통한 정의의 재서술에 불과하다.
만약 {\displaystyle J}가 작은 범주라면, 함자 {\displaystyle F\colon J\to C}의 쌍대극한은 쉼표 범주
{\displaystyle F^{*}\downarrow \operatorname {diag} _{C}^{J}}
의 시작 대상이다. 시작 대상은 유일한 동형 아래 유일하므로, 쌍대극한은 유일한 동형 아래 유일하다. 함자의 정의역이 작은 범주인 경우, 시작 대상을 통한 쌍대극한의 정의는 쌍대뿔을 통한 정의의 재서술에 불과하다.

### 표현을 통한 정의
만약 {\displaystyle J}가 작은 범주라면, 함자 {\displaystyle F\colon J\to C}의 극한은 다음 데이터로 구성된다.
- 대상 {\displaystyle L\in \operatorname {ob} (C)}
- 자연 동형 {\displaystyle \hom _{C}(X,L)\xrightarrow {\cong } \varprojlim _{j}\hom _{C}(X,F(j))} ({\displaystyle X\in \operatorname {ob} (C)})

여기서 {\displaystyle \varprojlim }은 집합의 범주 {\displaystyle \operatorname {Set} }에서의 극한이며, 이는 구체적으로 정의될 수 있다. 표현 가능 함자의 표현은 유일한 동형 아래 유일하므로, 극한은 유일한 동형 아래 유일하다. 극한의 표현을 통한 정의와 뿔을 통한 정의의 동치는 요네다 보조정리에 의한다.
만약 {\displaystyle J}가 작은 범주라면, 함자 {\displaystyle F\colon J\to C}의 쌍대극한은 다음 데이터로 구성된다.
- 대상 {\displaystyle L\in \operatorname {ob} (C)}
- 자연 동형 {\displaystyle \hom _{C}(L,Y)\xrightarrow {\cong } \varprojlim _{j}\hom _{C}(F(j),Y)} ({\displaystyle Y\in \operatorname {ob} (C)})

여기서 {\displaystyle \varprojlim }은 집합의 범주 {\displaystyle \operatorname {Set} }에서의 극한이며 (쌍대극한이 아닌 데 주의하자), 이는 구체적으로 정의될 수 있다. 표현 가능 함자의 표현은 유일한 동형 아래 유일하므로, 쌍대극한은 유일한 동형 아래 유일하다. 쌍대극한의 표현을 통한 정의와 쌍대뿔을 통한 정의의 동치는 요네다 보조정리에 의한다.

## 예
특별한 경우에 붙은 이름은 다음과 같다.
| {\displaystyle J}                                         | {\displaystyle J}를 지표 범주로 하는 극한 | {\displaystyle J^{\operatorname {op} }}를 지표 범주로 하는 쌍대극한 |
| --------------------------------------------------------- | ----------------------------------------- | ------------------------------------------------------------------- |
| 공(空)범주                                                | 끝 대상                                   | 시작 대상                                                           |
| 이산 범주                                                 | 곱                                        | 쌍대곱                                                              |
| 상향 원순서 집합                                          | 사영 극한/역극한                          | 귀납적 극한/직접적 극한                                             |
| {\displaystyle \cdot \rightrightarrows \cdot }            | 동등자                                    | 쌍대동등자                                                          |
| {\displaystyle \cdot \rightarrow \cdot \leftarrow \cdot } | 당김                                      | 밂                                                                  |

## 참고 문헌
- Mac Lane, Saunders (1998). 《Categories for the working mathematician》. Graduate Texts in Mathematics (영어) 5 2판. Springer. doi:10.1007/978-1-4757-4721-8. ISBN 978-1-4419-3123-8. ISSN 0072-5285. MR 1712872. Zbl 0906.18001.